# Жарсуатський сільський округ (Індерський район)
Жарсуа́тський сільський округ (каз. Жарсуат ауылдық округі, рос. Жарсуатский сельский округ) — адміністративна одиниця у складі Індерського району Атирауської області Казахстану. Адміністративний центр — село Жарсуат.
Населення — 2696 осіб (2021; 2837 у 2009, 2650 у 1999, 2366 у 1989).
Станом на 1989 рік існувала Жарсуатська сільська рада (села Бухар, Жарсуат, Кетебай, Кзил-Жар, Курилис). 2019 року до складу Кизилкогинського сільського округу Кзилкогинського району було передано село Бухар.

## Склад
До складу округу входять такі населені пункти:
| Населений пункт | Колишні назви | Населення, осіб (1989) | Населення, осіб (1999) | Населення, осіб (2009) | Населення, осіб (2021) |
| --------------- | ------------- | ---------------------- | ---------------------- | ---------------------- | ---------------------- |
| Актан, село     | Аткан         | -                      | 106                    | 56                     | 26                     |
| Жарсуат, село   | -             | 1554                   | 1648                   | 1887                   | 1964                   |
| Кетебай, село   | -             | 186                    | 187                    | 136                    | 37                     |
| Кизилжар, село  | Кзил-Жар      | 159                    | 95                     | 108                    | 70                     |
| Курилис, село   | -             | 467                    | 614                    | 650                    | 599                    |